# پلی‌نزیایی‌ها

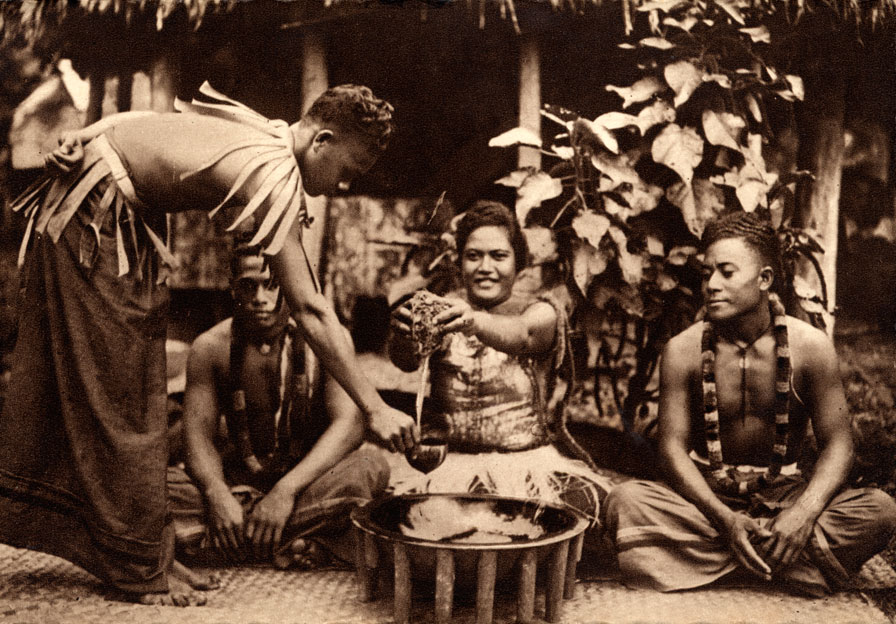
اهالی ساموآ

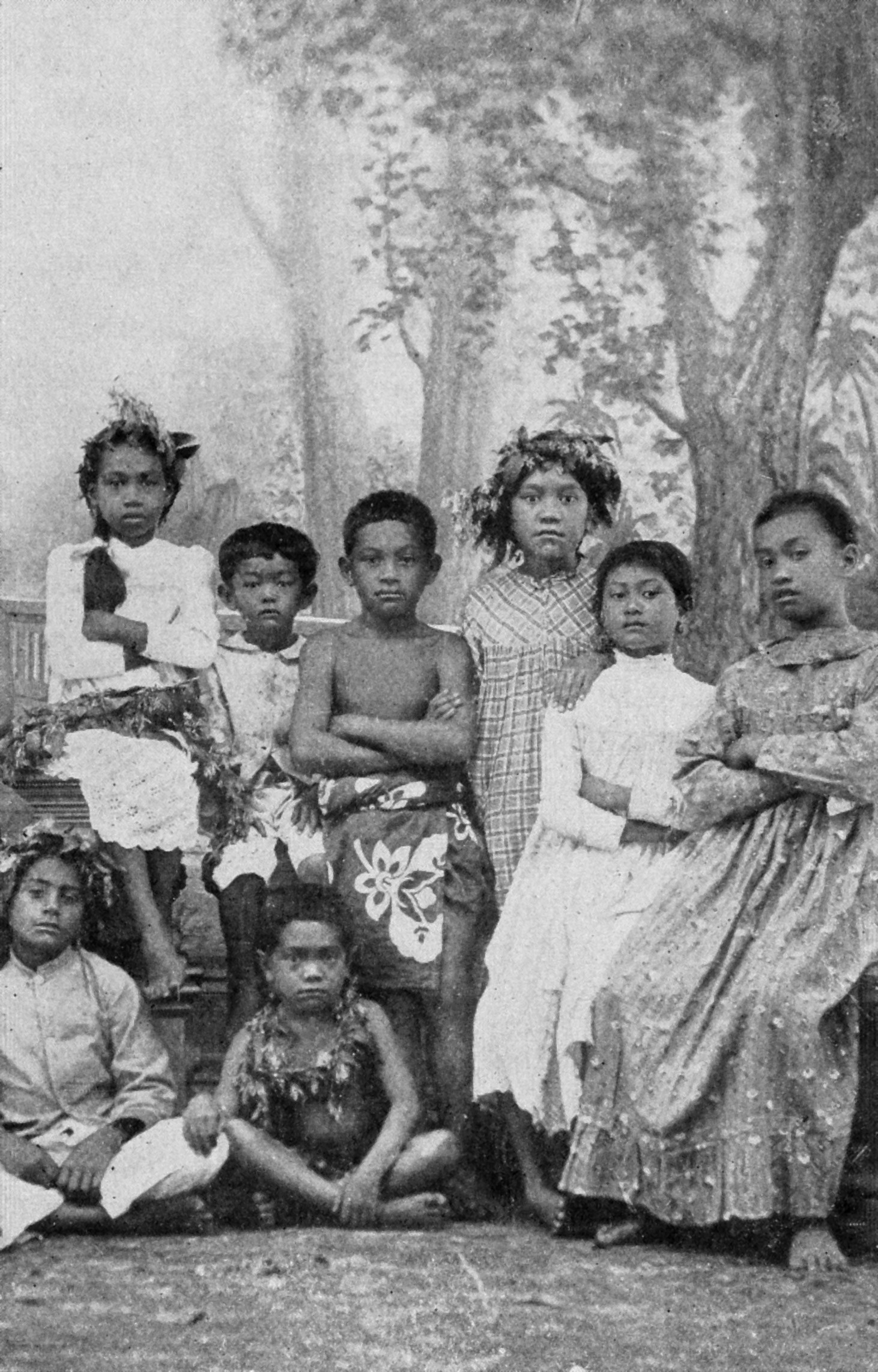
کودکان اهل تاهیتی

مردمان پُلی‌نِزیایی‌ یا پُلی‌نزیایی‌ها (انگلیسی: Polynesians) گروهی قومی زبانی متشکل از
گروه‌های قومی هستند که بومی (پُلی‌نِزی (جزایری واقع در مثلث پلی‌نزی)، منطقه ای وسیع از اقیانوسیه در اقیانوس آرام) هستند. ریشه اولیه پیشاتاریخی این مردمان به جزایر جنوب شرقی آسیا بازمی‌گردد و ایشان بخشی از گروه قومی-زبانی بزرگتر آسترونزیایی بوده و ریشه زبانی آنها با بومیان تایوان مشترک است. این مردمان به زبان‌های پلی‌نزیایی، که شاخه ای از زیرخانواده زبان‌های اقیانوسیه‌ای از خانواده
زبان‌های آسترونزیایی است، صحبت می‌کنند. مردم بومی مائوری بزرگ‌ترین بخش جمعیتی را از مردمان پُلی‌نِزیایی‌ را تشکیل می‌دهند، پس از ایشان آن ساموایی‌ها، بومیان هاوایی، تاهیتیایی‌ها، تونگایی‌ها ومائوری‌های جزایر کوک پر جمعیت‌ترین پلی نزیایی‌ها هستند.
پُلی‌نزیایی‌ها به عنوان دریانوردانی بزرگ شهرت پیدا کرده‌اند، با قایق‌هایشان به دورافتاده‌ترین گوشه‌های اقیانوس آرام دست یافته و در جزایری در فاصله‌های طولانی از هم مانند هاوایی، راپانویی (جزیره عید پاک)، و آئوتاروا (نیوزیلند)، کوچگاه‌هایی را ایجاد کرده و در آنها سکونت نمودند
مردم پلی‌نزی این سفرهای دریایی را با استفاده از مهارت‌های ناوبری باستانی، از جمله خواندن ستارگان، جریان‌ها، ابرها و حرکات پرندگان انجام دادند. مهارت‌هایی که درطی نسل‌های متوالی تا به امروز منتقل شده است.

## ریشه‌های پلی‌نزیایی‌ها

گسترش کوچ نشینان پلی‌نزیایی در اقیانوس آرام و در منطقه ای که مثلث پلی‌نزی نامیده می‌شود.

پُلی‌نزیایی‌ها، از جمله ساموایی‌ها، تونگایی‌ها، نیوئی‌ها، مائوری‌های جزایر کوک، مائوهی‌های تاهیتی، مائولی‌های هاوایی، اهالی جزایر مارکیز و مائوری‌های نیوزیلند، زیرمجموعه‌ای از مردمان آسترونزیایی هستند. بر اساس شواهد ژنتیکی، زبانی و باستان‌شناسی، پُلی‌نزیایی‌هاریشه‌های مشابهی با بومیان تایوان، اهالی
ناحیه دریایی جنوب شرق آسیا، میکرونزی و ماداگاسکار دارند

مهاجرت‌ها وپراکندگی مردمان آسترونزیاییدر طی زمان